# گروپو مدلو

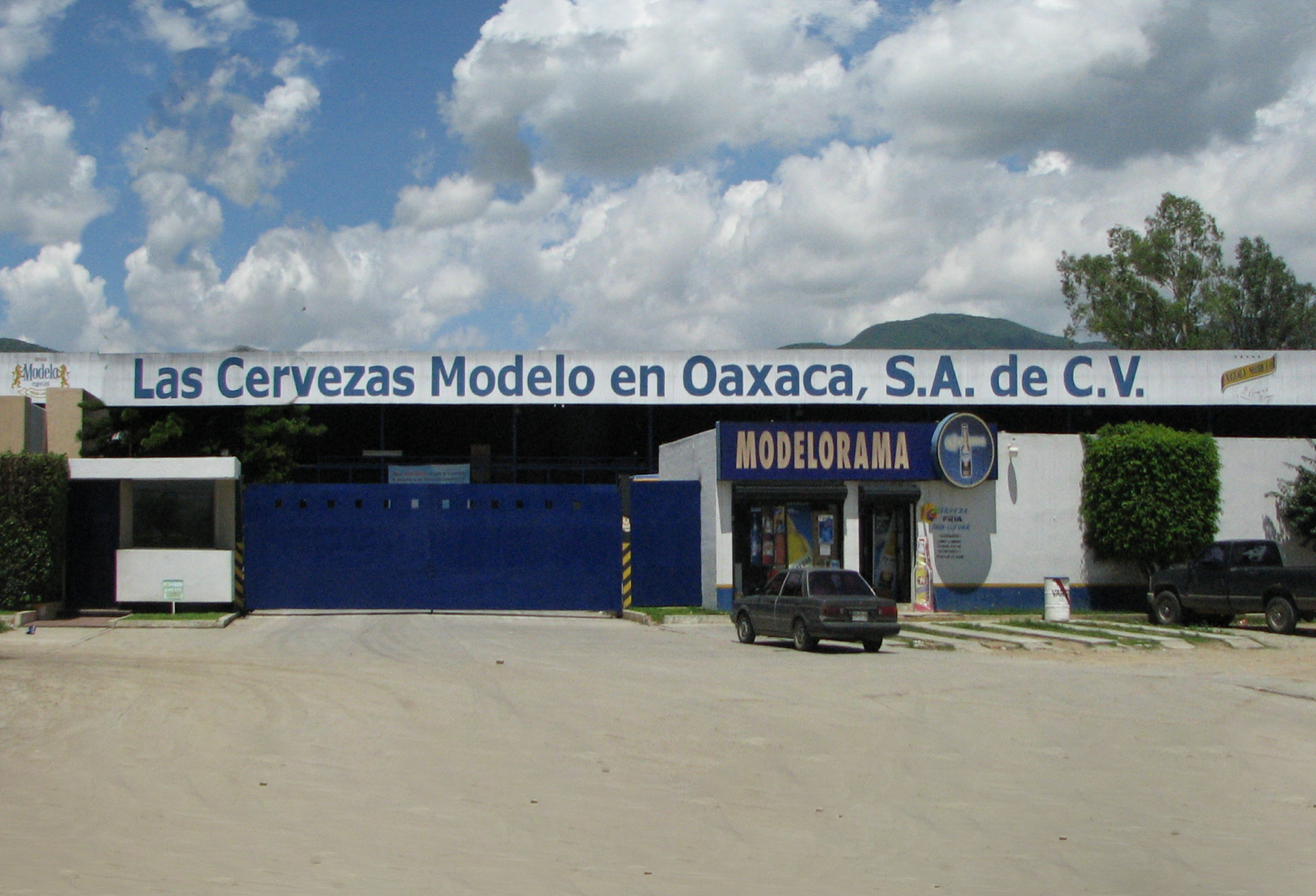
کارخانه آبجوسازی گروپو مدلو، در اوآخاکا

گروپو مدلو (به اسپانیایی: Grupo Modelo) شرکت آبجوسازی مکزیکی است، که با در اختیار داشتن ۶۳ درصد از بازار فروش آبجوی مکزیک، به‌عنوان بزرگترین تولیدکننده آبجو در این کشور شناخته می‌شود.
شرکت گروپو مدلو در سال ۱۹۲۲ تأسیس شد و هم‌اکنون مالک برندهای کورونا، مودلو و پاسیفیکو است و محصولات خود را به بیش از ۱۵۰ کشور جهان عرضه می‌نماید.
دفتر مرکزی این شرکت در شهر مکزیکو سیتی، مکزیک قرار دارد و بخشی از سهام آن در بازارهای بورس نیویورک و بورس اوراق بهادار مکزیک معامله می‌شود. شرکت آنهویزر-بوش انبیو با در اختیار داشتن ۵۰ درصد از سهام شرکت گروپو مدلو، مالک اصلی آن به‌شمار می‌آید.